# Morski psi pilani
Morski psi pilani (pilani, lat. Pristiophoriformes), red morskih pasa u nadredu Selachimorpha u koji je smještena samo jedna porodica, Pristiophoridae, s dva roda i osam vrsta. Rašireni su u vodama Indijskog oceana i južnog Pacifika. 
Pilani morski psi ne smiju se brkati s istoimenim i sličnim vrstama pilašica (Pristiformes) koje se također zovu pilani, a pripadaju u Poligače i koji mogu živjeti u slatkoj, slanoj i bočatoj vodi. Za razliku od njih morski psi pilani žive striktno u moru

## Rodovi
1. Pliotrema Regan, 1906
2. Pristiophorus Müller & Henle, 1837